# Góry Kodorskie

Kaukaz z zaznaczonymi pasmami górskimi

Góry Kodorskie – łańcuch górski w Wielkim Kaukazie. Góry Kodorskie leżą na granicy Gruzji i Abchazji (południowo-wschodnia część Abchaskiej Republiki Autonomicznej).